# 武居俊樹
武居 俊樹（たけい としき、1941年 - ）は、日本の編集者。赤塚マンガのキャラクター「武居記者」として知られる。

## 来歴
1941年（昭和16年）、長野県岡谷市に生まれる。実家は諏訪で800年の歴史を持つ神社。長野県諏訪清陵高等学校を経て早稲田大学第一文学部を卒業、大学時代の親友に後の俳優の小林勝也、後の漫画原作者であるやまさき十三がいた。
1966年（昭和41年）、小学館に入社、第二編集部の『少年サンデー』に配属され、赤塚不二夫、古谷三敏、石井いさみ、あだち充などの担当編集者として数々のヒット作を手がける。
1975年からは少女漫画部門へ異動となり、『週刊少女コミック』副編集長に就任。新人編集者の都築伸一郎と共に、人気作家となる前のあだち充を粘り強く起用し続けた。1984年には『ちゃお』編集長、その後も『別冊少女コミック』『プチコミック』などの編集長を歴任する。少女漫画家は吉田秋生などを担当していた。
2002年（平成14年）8月18日に小学館を定年退社。2005年（平成17年）、赤塚をテーマに初めての著書を執筆、上梓。これを原作とした映画作品『これでいいのだ!!映画★赤塚不二夫』が2011年（平成23年）4月に公開された。

## 人物
武居が担当した漫画家の数は、200人に及ぶという。
赤塚マンガの中では繰り返し“バカ武居”や“みんなににくまれている”と罵倒されたり、暴虐下品な編集者で、原稿を待っている間に部屋中に唾を吐き散らかしカッターでソファーを切り裂いたりする人物だったり、滅茶苦茶な描き方をされているが、逆に言えばそこまで描いた原稿をやりとりし続けることができる仲であった。

## 著書
- 『赤塚不二夫のことを書いたのだ!!』
  - 単行本 文藝春秋、2005年 ISBN 4163670807
  - 文庫本 文春文庫、2007年 ISBN 416771731X

## メディア出演
- ハイビジョン特集「赤塚不二夫なのだ！！」NHKデジタル衛星ハイビジョン 2008年7月25日
- アナザーストーリーズ 運命の分岐点「これでいいのだ！天才バカボン誕生」NHK 2024年2月2日